# Alsóoroszfalu
Alsóoroszfalu (románul Rusu de Jos) falu Romániában, Beszterce-Maszód megyében.

## Fekvése
A Bethlentől Apanagyfaluba vezető út mellett, a Mellespatak bal partján fekvő település.

## Nevének eredete
Egykori neve Karácsonytelke volt, melyet Karácson nevű várszolgája után kapott, jelenlegi nevét orosz lakosai után kapta.

## Története
Nevét 1305-ben Karachontelke usque Molsed néven említette először oklevél.
1325-ben Mylsid, 1410-ben Utraque villa Ruthenorum, 1467-ben Also-Karachontelke, 1493-ban Karácsontelke, 1534-ben Alsó-Karácsonfalva, 1586-ban Alsó Karacsonthelke, 1589-ben Alsó Oroszfalva, 1607-ben Also Karáchon, 1614-ben  Oroszffalu, máskép Karáchonthelke, 1620-ban Alsó Orozfalu, máskép Karácsontelke, 1910-ben Alsóoroszfalu néven írták.
1305-ben a Bethlen család birtokában volt A család tagjainak ez évi osztozkodásakor Oroszfalu, azaz akkor még Karácsonytelke a Melyséd (Molsed) patakig Apa fiának Jakabnak jutott.
1325-ben Bánffy Dénes fia Tamás, Apafi Jakab fia Jakab és testvéreivel: Andrással, Miklóssal, Jánossal, Apával és Dénessel úgy egyeztek ki, hogy ezek a Bánffyaknak adják a pénzen vett Mylsed hegy harmadrészét és nekik adják a náluk zálogban levő Semesnyét.
1405-ben birtokosa Bethlen Gergely fia János volt, akit egy perrel kapcsolatban említettek az oklevelek.
1410-ben már népes hely lehetett, ekkor már két Oroszfalut emlitettek.

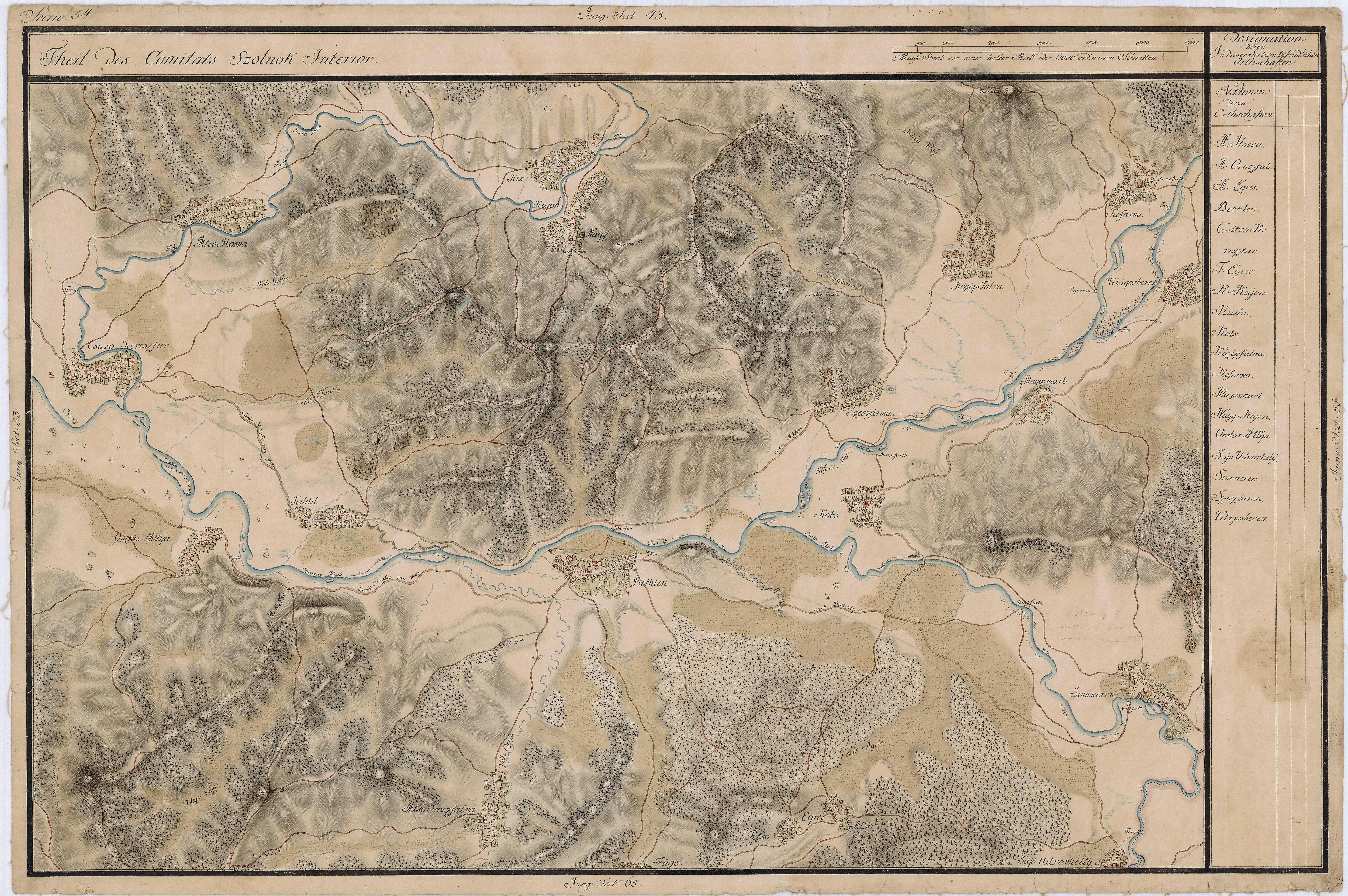
Alsóoroszfalu egy 1700-as évekből való térképen

1413-ban egyik birtokosa Bethlen Gergely fia János és fiai Miklós, Gergely és Antal voltak. 1433 jul. 13-án az itt említett Bethleni Gergely nemes és báró, mint katona 1433 jul. 13-án  Zsigmond királyt és császárt IV. Eugén pápához kísérte, és patronusa volt a bethleni Szent-Lélek kápolnának és a Szent János tiszteletére ott épitett templomnak, úgyszintén a borzási Szent Mihály és a ketheli Szent. Mária és a keresdi Szent Miklós nevéről nevezett templomnak. 
1434-ben birtokosa Apa fia Miklós volt, akinek két itteni rutén jobbágya engedély nélkül a Radna-völgyére szökött.
1468-ban Mátyás király Apafy Mihálynak a tőle korábban hűtlensége miatt elkobzott falu fele részét visszaadta.
1496-ban László király a Bethleneknek új adomány címén adományozta a falut.
1589-ben Báthory Zsigmond az itteni Bethlenvárához tartozó részét Báthory András bibornoknak adományozta, míg másik itteni birtokosa Bethlen Györgyné volt.
1620-ban több birtokosa is volt: rettegi Tüskésházy Ferenc, érszentkirályi Szikszay György, Bánffy Zsuzsánna Béldy Kelemenné, Bethlen Ferenc, Apafy György és a fejedelem is birtokos volt itt.
1699-ben ugyancsak több birtokosa volt: többek között gr. Bethlen László és Ferenc; bálványosváraljai Czire István; vargyasi Dániel Mihály árvái s özvegye Kemény Zsófia is birtokosai közé tartozott.
1898-ban birtokosai voltak gróf Bethlen András, gr. Bethlen Ferenc, Floth Ferenc és neje Fejérváry Róza, szerzemény részben gróf Kornis Gábortól, részben másoktól.
A trianoni békeszerződés előtt Szolnok-Doboka vármegye Bethleni járásához tartozott.
1910-ben 357 lakosából18 magyar, 327 román volt. Ebből 6 római katolikus, 338 görögkatolikus, 7 izraelita volt.